# Oed (Sankt Wolfgang)
Oed ist ein Gemeindeteil von St. Wolfgang im oberbayerischen Landkreis Erding.

## Lage
Die Einöde Oed liegt zwei Kilometer nordöstlich des Rathauses des Gemeindehauptorts Sankt Wolfgang.

## Bevölkerungsentwicklung
Um 1871 gab es in Oed 32 Einwohner. Im Mai 1987 lebten dort 19 Einwohner in vier Wohngebäuden, von denen eines in zwei Wohnungen aufgeteilt war.
| Jahr      | 1871 | 1924 | 1950 | 1970 | 1987 |
| Einwohner | 32   | 21   | 30   | 22   | 19   |